# Novomîloradivka, Krînîcikî
Novomîloradivka (în ucraineană Новомилорадівка) este un sat în comuna Pokrovka din raionul Krînîcikî, regiunea Dnipropetrovsk, Ucraina.

## Demografie
Componența lingvistică a localității Novomîloradivka
     Ucraineană (87,43%)
     Rusă (6,02%)
     Belarusă (5,24%)
Conform recensământului din 2001, majoritatea populației localității Novomîloradivka era vorbitoare de ucraineană (87,43%), existând în minoritate și vorbitori de rusă (6,02%), belarusă (5,24%) și armeană (1,31%).